# Francisco Fervenza Fernández
Francisco Fervenza Fernández (Santander, 15 de agosto de 1907-El Perellonet (Valencia), 13 de enero de 1998) fue un sindicalista español.
Luchó por los derechos de la clase obrera, como el descanso dominical, los seguros de enfermedad, de paro y de jubilación.

## Biografía
Nació en Santander el 15 de agosto de 1907. Trabajador metalúrgico de profesión, fue activista sindical y  miembro de la Confederación Nacional del Trabajo (CNT).
Tras el estallido de la Guerra civil se unió a las milicias anarcosindicalistas. Hombre carismático, pasó a mandar un batallón de la CNT que actuó en la zona montañosa. Posteriormente sería nombrado comandante de la 12.ª Brigada santanderina, con la cual tomaría parte en la campaña del Norte. Su unidad resultó destruida durante la batalla de Santander y tras la caída del Norte regresó a la zona republicana, desde donde continuó la lucha. En abril de 1938 se le entregó el mando de la 180.ª Brigada Mixta, con la que tendría una destacada participación en la campaña de Levante. El 11 de agosto de 1938 fue nombrado comandante de la 54.ª División.
Al final de la contienda fue detenido en Alicante, transferido y encarcelado en los campos de concentración de Los Almendros, Albatera y Portacoeli. 
Posteriormente lo trasladaron a Santander, fue juzgado y condenado a muerte, si bien la pena le sería conmutada gracias a los testimonios favorables que recibió por parte de civiles, familiares de derechistas a los que había salvado la vida.
Su familia, fue represaliada política y socialmente. Todos sus bienes en Santander les fueron confiscados y su librería de gran envergadura y valor personal fue quemada. 
Encontraron un lugar donde poder reiniciar su vida, gracias a las personas del barrio de Benicalap y  en especial gracias a los vecinos del Perellonet.
Falleció en  el Perellonet (Valencia) el 13 de enero de 1998.